# IBM PCjr

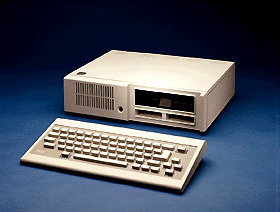
IBM PCjr – wersja oryginalna

IBM PCjr (czytane jako "PC junior") – nazwa handlowa modelu komputera 4860 firmy IBM. Była to pierwsza ze strony IBM próba wejścia na rynek stosunkowo niedrogich komputerów edukacyjnych i domowych. PCjr oparty był na procesorze Intel 8088 i posiadał interfejs BIOS kompatybilny z innymi współczesnymi modelami IBM PC, jednak inne różnice w architekturze, jak również rozwiązania projektowe i implementacyjne zdecydowały o komercyjnej porażce modelu.
Charakterystyczną cechą było zastosowanie klawiatury bezprzewodowej na podczerwień. Urządzenie standardowo współpracowało z telewizorem przez zewnętrzny modulator wideo zapewniając rozdzielczość 320x240.
Standardową pamięć 64kb lub 128kb (w zależności od modelu) można było rozszerzać specjalnymi modułami pamięci po 128 kb. Maksymalnie można było podłączyć cztery takie moduły co rozszerzało RAM do 640kb, czyli ilości dostępnej w modelu IBM PC XT przeznaczonym na rynek biznesowy.